# زامبیا اسکای‌ویز
زامبیا اسکای‌ویز (به انگلیسی: Zambia Skyways) یک شرکت هواپیمایی با کد یاتا K8 است. دفتر مرکزی زامبیا اسکای‌ویز در لوساکا، زامبیا واقع شده‌است و قطب این شرکت هواپیمایی در فرودگاه بین‌المللی لوزاکا قرار دارد.